# Индия на летних Олимпийских играх 1980
Индия принимала участие в Летних Олимпийских играх 1980 года в Москве (СССР) в пятнадцатый раз за свою историю, и завоевала одну золотую медаль.

## 01!Золото
- Хоккей на траве, мужчины — Аллан Шофилд, Сильванус Дун Дун, Раджиндер Сингх, Девиндер Сингх, Гурмаил Сингх, Равиндер Пал Сингх, Васудеван Бхаскаран, Сомая Манейпандей, Мервин Фернандис, Амарджит Сингх Рана, Мухаммад Шахид, Зафар Икбал, Суриндер Сингх Содхи, Бир Бахадур Четтри, Чаранджит Кумар, Махарадж Каушик.

## Результаты соревнований

### Баскетбол
Мужчины. Состав команды
- Балдев Сингх
- Аджмер Сингх
- Парвез Диниар
- Дилип Гурумурти
- Харбхаджан Сингх
- Джоравар Сингх
- Амарнат Нагараджан
- Прамдип Сингх
- Парамджит Сингх[англ.]
- Радхи Шьям[англ.]
- Хануман Сингх
- Тарлок Сингх Садху

### Борьба
Мужчины
| Категория | Спортсмены       | Первый раунд        | Второй раунд       | Третий раунд         | Четвёртый раунд      | Пятый раунд          | Финал                | Место |
| Категория | Спортсмены       | Соперник Результат  | Соперник Результат | Соперник Результат   | Соперник Результат   | Соперник Результат   | Соперник Результат   | Место |
| --------- | ---------------- | ------------------- | ------------------ | -------------------- | -------------------- | -------------------- | -------------------- | ----- |
| до 48 кг  | Махабир Сингх    | Рашован (ROU) В     | Нгуен (VIE) П      | Поллио (ITA) В       | Фаландыс (POL) П     | Корнилаев (URS) П    | Завершил выступление | 5     |
| до 52 кг  | Ашок Кумар       | Джен (PRK) В        | Селимов (BUL) П    | Стецик (POL) П       | Завершил выступление | Завершил выступление | Завершил выступление |       |
| до 68 кг  | Джагмандер Сингх | Ойдов (MGL) П       | Нгуен (VIE) В      | Кочиш (HUN) В        | Фарис (IRQ) В        | Янков (BUL) П        | Завершил выступление | 4     |
| до 74 кг  | Раджиндер Сингх  | Штейнграбер (GDR) В | Фаваз (SYR) В      | Никколини (ITA) П    | Райчев (BUL) П       | Завершил выступление | Завершил выступление | 6     |
| до 90 кг  | Катар Сингх      | Гинов (BUL) П       | Пикос (AUS) П      | Завершил выступление | Завершил выступление | Завершил выступление | Завершил выступление |       |
| до 100 кг | Сатпал Сингх     | Стрниско (TCH) П    | Буссе (POL) П      | Завершил выступление | Завершил выступление | Завершил выступление | Завершил выступление |       |

### Лёгкая атлетика
Мужчины
| Дисциплина      | Спортсмен           | Предварительный раунд | Предварительный раунд | Полуфиналы | Полуфиналы | Финал          | Финал |
| Дисциплина      | Спортсмен           | Результат             | Место                 | Результат  | Место      | Результат      | Место |
| --------------- | ------------------- | --------------------- | --------------------- | ---------- | ---------- | -------------- | ----- |
| 100 м           | Адиль Сумаривала    | 11,04                 | 7                     | —          | —          | —              | —     |
| 200 м           | Перумал Субраманиан | 22,39                 | 5                     | —          | —          | —              | —     |
| 800 м           | Шрирам Сингх        | 1:49,72               | 4                     | 1:48,92    | 8          | —              | —     |
| 1500 м          | Сант Кумар          | 3:55,60               | 8                     | —          | —          | —              | —     |
| 5 000 м         | Гопал Саини         | 14:06,53              | 9                     | —          | —          | —              | —     |
| 10 000 м        | Хари Чанд           | 29:45,8               | 10                    |            |            |                |       |
| марафон         | Хари Чанд           |                       |                       |            |            | 2:22:08        | 31    |
| марафон         | Шивнат Сингх        |                       |                       |            |            | не финишировал | —     |
| ходьба на 20 км | Ранджит Сингх       |                       |                       |            |            | 1:38:27        | 18    |
| толкание ядра   | Бахадур Сингх       | 77,05 м               | 15                    |            |            | —              | —     |

Женщины
| Дисциплина | Спортсмен  | Предварительный раунд | Предварительный раунд | Полуфиналы | Полуфиналы | Финал     | Финал |
| Дисциплина | Спортсмен  | Результат             | Место                 | Результат  | Место      | Результат | Место |
| ---------- | ---------- | --------------------- | --------------------- | ---------- | ---------- | --------- | ----- |
| 100 м      | П. Т. Уша  | 12,27                 | 6                     | —          | —          | —         | —     |
| 200 м      | П. Т. Уша  | 25,16                 | 7                     | —          | —          | —         | —     |
| 800 м      | Гита Зутши | 2:06,53               | 6                     | —          | —          | —         | —     |